# Dicranolejeunea axillaris
Dicranolejeunea axillaris är en bladmossart som först beskrevs av Nees et Mont., och fick sitt nu gällande namn av Victor Félix Schiffner. Dicranolejeunea axillaris ingår i släktet Dicranolejeunea och familjen Lejeuneaceae. Inga underarter finns listade i Catalogue of Life.